# El soroll i la fúria
El soroll i la fúria (anglès: The Sound and the Fury) és una novel·la de William Faulkner publicada el 1929. Relatada en diferents veus narratives i fent ús de tècniques com el monòleg interior, l'obra narra la decadència i destrucció d'una família del Sud dels Estats Units, ambientada al comtat fictici de Yoknapatawpha.
Fou traduïda per primer cop en català per Jordi Arbonès amb el títol d'El brogit i la fúria (Proa, 1984) i publicada més endavant per la mateixa editorial amb el nou títol d'El soroll i la fúria (2002, 2008), amb la traducció revisada per Mercè Costa i Clos.

## Títol
Quan Faulkner va començar a escriure la història que es convertiria en El soroll i la fúria , la va “intitular provisionalment Twilight ('Crepuscle'), i era narrada per un quart fill de la família Compson”, però a mesura que la història avançava cap a una obra més llarga i ambiciosa, la va reanomenar The Sound and The Fury. El títol de la novel·la és una frase treta del famós soliloqui Demà i demà i demà (Tomorrow and tomorrow and tomorrow) de l'acte 5, escena 5 de l'obra dramàtica Macbeth, de William Shakespeare:
Tomorrow and tomorrow and tomorrow,

Creeps in this petty pace from day to day

To the last syllable of recorded time,

And all our yesterdays have lighted fools

The way to dusty death. Out, out, brief candle!

Life's but a walking shadow, a poor player

That struts and frets his hour upon the stage

And then is heard no more: it is a tale

Told by an idiot, full of sound and fury,

Signifying nothing.
És òbvia la noció de "conte explicat per un idiota" (it is a tale/Told by an idiot) en aquest cas el personarte Benjy, el qual obre la novel·la amb la seva visió de la història dels Compsons. La idea es pot estendre també als altres personatges Quentin i Jason, les narracions dels quals mostren les seves pròpies varietats d'idiotesa. Més concretament, la novel·la narra "el camí cap a la mort polsegosa" (The way to dusty death) d'una família tradicional de classe alta del Sud. L'última línia és, potser, la més significativa: Faulkner va dir en el seu discurs d'acceptaciò del Premi Nobel de literatura que la gent ha d'escriure sobre coses que provenen del cor, "veritats universals. En cas contrari, no signifiquen res”.